# Samurai Champloo
Samurai Champloo (jap. サムライチャンプルー Samurai chanpurū) – serial anime, produkowany dla japońskiej Fuji TV, emitowany od 19 maja 2004 do 18 marca 2005 roku. 
Reżyserował go Shin’ichirō Watanabe, znany przede wszystkim z Cowboya Bebopa. Serial zyskał w Japonii sporą popularność, o czym świadczyć mogą dwa tomy mangi (premiera 2 sierpnia 2004) na jego podstawie, czy gra HipHop Samurai Action na PlayStation 2.

## Opis fabuły
Głównymi bohaterami są wędrowiec Mugen, rōnin Jin i młoda dziewczyna imieniem Fū, która doprowadziła do powstania trio – w zamian za uratowanie życia Mugenowi i Jinowi z rąk mściwego daimyō, prosi ich, aby pomogli odnaleźć jej samuraja, który pachnie jak słonecznik. Poszukiwania owego samuraja są głównym wątkiem serialu, jednak niemalże każdy odcinek przedstawia osobną historię, niekoniecznie zbliżającą bohaterów do odnalezienia „słonecznikowego samuraja”.
W czasie swojej wędrówki Mugen, Fū i Jin spotykają wielu ludzi: członków yakuzy, handlarzy narkotykami, stręczycieli, człowieka, którego wszyscy uważają za potwora czy młodego chłopaka, zmuszonego do kradzieży, aby zdobyć pieniądze na lekarstwo dla schorowanej matki. Większości z tych osób udaje im się pomóc, rozwiązując – nie zawsze świadomie – ich problemy. Mugen i Jin stoczą także wiele pojedynków na miecze, starając się udowodnić, że są najlepszymi wojownikami.

## Bohaterowie
- Mugen – włóczęga pochodzący z wysp Riukiu. Jest nieokrzesanym awanturnikiem sięgającym po miecz przy byle okazji. Egzotycznie wyglądającą katanę nosi na plecach. Jego geta podkute są metalem.

Seiyū: Kazuya Nakai 
- Jin – jest rōninem. Zawsze zachowuje się powściągliwie. Jest znakomitym szermierzem, walczącym w tradycyjnym stylu kenjutsu wyuczonym w dojo. Jin nosi okulary (do Japonii okulary były sprowadzane od początku XVII wieku z Holandii).

Seiyū: Ginpei Sato 
- Fū – piętnastoletnia dziewczynka, która ratuje życie Mugenowi i Jinowi.

Seiyū: Ayako Kawasumi 
- Matsunosuke Shibui

Seiyū: Daisuke Gōri 
- Inuyama – Takaya Hashi
- Daigoro – Katsuhisa Hoki
- Hotaru – Masako Katsuki
- Riki – Fumihiko Tachiki
- Ogin – Yorie Terauchi
- Sōkake Kawara – Mayumi Yamaguchi
- Ryūjirō Sasaki – Otoya Kawano
- Oryu – Reiko Kiuchi
- Kikuzō – Tomomichi Nishimura
- Saruhashi – Takehiro Murozono
- Ishimatsu – Ryūzaburō Ōtomo
- Osuzu – Sayuri
- Heitarou – Hidekatsu Shibata
- Oniwakamaru – Seiji Sasaki
- Tomonoshin – Masashi Yabe
- Kiji – Osamu Ryūtani
- Mori – Shunsuke Sakuya

## Anime

### Lista odcinków
| #  | Tytuł                                                                    | Premiera         | Premiera             |
| -- | ------------------------------------------------------------------------ | ---------------- | -------------------- |
| 1  | Zakręcone zabijaki Shippū Dotō (疾風怒涛)                                | 20 maja 2004     | 13 września 2006     |
| 2  | Sponiewierana potworność Hyakkiyakō (百鬼夜行)                           | 3 czerwca 2004   | 27 września 2006     |
| 3  | Milcząca mafia, część 1 Ishindenshin sono ichi (以心伝心 其之壱)         | 10 czerwca 2004  | 11 października 2006 |
| 4  | Milcząca mafia, część 2 Ishindenshin sono ni (以心伝心 其之弐)           | 17 czerwca 2004  | 25 października 2006 |
| 5  | Opowieść o obojętności Bajitōfū (馬耳東風)                               | 24 czerwca 2004  | 8 listopada 2006     |
| 6  | Niebieskooki nieznajomy Akage Ijin (赤毛異人)                            | 1 lipca 2004     | 22 listopada 2006    |
| 7  | Zaszczute szczenie Shimensoka (四面楚歌)                                 | 8 lipca 2004     | 6 grudnia 2006       |
| 8  | Samurajski szpan Yuigadokuson (唯我独尊)                                 | 15 lipca 2004    | 20 grudnia 2006      |
| 9  | Zadyma na zielonej granicy Chimimōryō (魑魅魍魎)                         | 22 lipca 2004    | 3 stycznia 2007      |
| 10 | Przerażający przeciwnik Idoku Seidoku) (以毒制毒)                        | 29 lipca 2004    | 17 stycznia 2007     |
| 11 | Zaniedbany Anioł Daraku Tenshi (堕落天使)                                | 5 sierpnia 2004  | 31 stycznia 2007     |
| 12 | Pamiątki z podróży Onkochishin (温故知新)                                | 12 sierpnia 2004 | 14 lutego 2007       |
| 13 | Przeprawa przestępców, część 1 Anya Kōro sono ichi (暗夜行路 其之壱)     | 26 sierpnia 2004 | 28 lutego 2007       |
| 14 | Przeprawa przestępców, część 2 Anya Kōro sono ni (暗夜行路 其之弐)       | 2 września 2004  | 14 marca 2007        |
| 15 | Cztery razy po dwa razy Tetto Tetsubi                                    | 9 września 2004  | 28 marca 2007        |
| 16 | Serenada straconych, część 1 Suiseimushi hito yume (酔生夢死 ひと夢)     | 16 września 2004 | 11 kwietnia 2007     |
| 17 | Serenada straconych, część 2 Suiseimushi futa yume (酔生夢死 ふた夢)     | 23 września 2004 | 25 kwietnia 2007     |
| 18 | Słowem i mieczem Bunburyōdō (文武両道)                                   | 22 stycznia 2005 | 9 maja 2007          |
| 19 | Nieświęta rodzina Ingaōhō (因果応報)                                     | 29 stycznia 2005 | 23 maja 2007         |
| 20 | Tren o wiecznej tułaczce, werset 1 Hikakōgai sono ichi (悲歌慷慨 其之壱) | 5 lutego 2005    | 6 czerwca 2007       |
| 21 | Tren o wiecznej tułaczce, werset 2 Hikakōgai sono ni (悲歌慷慨 其之弐)   | 12 lutego 2005   | 20 czerwca 2007      |
| 22 | Kosmiczne katastrofy Dohatsu Shōten (怒髪衝天)                           | 19 lutego 2005   | 4 lipca 2007         |
| 23 | Przyczajona piłka, ukryty kij Ichikyū Jikkon (一球入魂)                  | 26 lutego 2005   | 18 lipca 2007        |
| 24 | Powroty do przeszłości, część 1 Seishi Ruten sono ichi (生死流転 其之壱) | 5 marca 2005     | 1 sierpnia 2007      |
| 25 | Powroty do przeszłości, część 2 Seishi Ruten sono ni (生死流転 其之弐)   | 12 marca 2005    | 15 sierpnia 2007     |
| 26 | Powroty do przeszłości, część 3 Seishi Ruten sono san (生死流転 其之参)  | 19 marca 2005    | 29 sierpnia 2007     |

### Technika
Anime to skierowane jest głównie do młodzieży, dlatego nie brak w nim humoru, usłyszeć można komiczne dialogi bohaterów, czy obserwować ich w różnych zabawnych sytuacjach. Nie brak w nim także wzruszeń oraz drobnych morałów, przekazów i pouczeń.
Serialowi towarzyszy hip-hopowa oprawa dźwiękowa, w jednym z odcinków pojawia się samuraj beatboxer, co może trochę wyprowadzić widza z równowagi. Mylące mogą być także ubrania niektórych bohaterów, np. Mugena, wyglądające jak współczesne ciuchy noszone przez młodzież. Także styl walki Mugena niezwykle kojarzy się z capoeirą i breakdance’em. Warto też dodać, że Mugen w pewnym sensie jest postacią inspirowaną bandyckimi wyczynami postaci filmowych, granych przez Toshirō Mifune.
Tło wydarzeń jest historyczne, rozgrywają się one w okresie Edo, jednak wydarzenia, jak i większość postaci, jest całkowicie fikcyjnych. Nie wszystko jednak zostało zmyślone, w jednym z odcinków poznać można Moronobu Hishikawę, żyjącego naprawdę w XVII wieku malarza specjalizującego się w malarstwie ukiyo-e.

### Wersja polska
Serial po raz pierwszy pojawił się w Polsce na antenie Canal+. Pierwszy odcinek wyemitowany został 13 września 2006 roku, kolejne wyświetlane były co dwa tygodnie (na przemian z Miasteczkiem South Park); serial wyświetlany był pod nazwą Tajemniczy samuraj. W 2007 roku licencję na wydanie serialu na DVD zakupiła firma Anime Gate, wydając go pod tytułem oryginalnym w wersji z polskim lektorem, którym był Paweł Straszewski.